# 俞应符
俞应符（12世纪—1222年），字德瑞，临安府苕溪县（今浙江省安吉县）人。南宋大臣，宋宁宗时参知政事。
俞应符官至给事中，宋宁宗嘉定十四年（1221年）闰十二月初一，担任签书枢密院事兼权参知政事，宣缯兼参知政事。嘉定十五年（1222年）六月辛卯，俞应符卒。